# PBA-seizoen 1997
Het PBA-seizoen 1997 was het 23e seizoen van de Filipijnse professionele basketbalcompetitie PBA. Het seizoen duurde van 16 februari tot en met 14 december 1997 en bestond uit drie afzonderlijke kampioenschappen. De All-Filipino Cup werd gewonnen door de Purefoods Corned Beef Cowboys, de Commissioner's Cup door de Gordon's Gin Boars en de Governors Cup door de Alaska Milkmen. 
Bij de PBA draft op 19 januari 1997 werd Andy Seigle als eerste gekozen door de Mobiline Cellulars. 

## All-Filipino Cup
De wedstrijden om de All-Filipino Cup vonden plaats van 16 februari tot en met 25 mei 1997. In de finale werden de Gordon's Gin Boars met 4-2 verslagen door de Purefoods Corned Beef Cowboys. Nelson Asaytono van San Miguel werd tot beste speler van de competitie uitgeroepen. Alvin Patrimonio van Purefoods was de meest waardevolle speler (MVP) van de finalewedstrijden. 

### Elimininatieronden
| # | Team                          | W  | V  | %    | Tie |
| - | ----------------------------- | -- | -- | ---- | --- |
| 1 | Gordon's Gin Boars            | 10 | 4  | .714 |     |
| 2 | Purefoods Corned Beef Cowboys | 8  | 6  | .571 |     |
| 3 | Sta. Lucia Realtors           | 8  | 6  | .571 |     |
| 4 | San Miguel Beermen            | 7  | 7  | .500 |     |
| 5 | Mobiline Cellulars            | 7  | 7  | .500 |     |
| 6 | Alaska Milkmen                | 6  | 7  | .429 |     |
| 7 | Pop Cola Bottlers             | 5  | 9  | .357 |     |
| 8 | Formula Shell Zoom Masters    | 4  | 10 | .268 |     |

### Halve finale
| # | Team                | Halve finales | Halve finales | Cumulatief | Cumulatief | Cumulatief | Cumulatief |
| # | Team                | W             | V             | W          | V          | %          | Tie        |
| - | ------------------- | ------------- | ------------- | ---------- | ---------- | ---------- | ---------- |
| 1 | Gordon's Gin Boars  | 4             | 4             | 14         | 8          | .636       |            |
| 2 | Purefoods           | 6             | 2             | 14         | 8          | .636       |            |
| 3 | Sta. Lucia Realtors | 4             | 4             | 12         | 10         | .545       |            |
| 4 | San Miguel Beermen  | 4             | 4             | 11         | 11         | .500       |            |
| 5 | Mobiline Cellulars  | 2             | 6             | 9          | 13         | .409       |            |

### Derde plek
| Team                | Uitslag |
| ------------------- | ------- |
| Sta. Lucia Realtors | 75      |
| San Miguel Beermen  | 64      |

### Finale
| Team                          | 1   | 2  | 3  | 4  | 5  | 6  | Eindstand |
| ----------------------------- | --- | -- | -- | -- | -- | -- | --------- |
| Purefoods Corned Beef Cowboys | 103 | 91 | 83 | 94 | 95 | 82 | 4         |
| Gordon's Gin Boars            | 90  | 73 | 92 | 84 | 96 | 73 | 2         |

## Commissioner's Cup
De wedstrijden om de Commissioner's Cup vonden plaats van 13 juni tot en met 17 september 1999. In de finale werden de Alaska Milkmen met 4-2 verslagen door de Gordon's Gin Boars. Johnny Abarrientos van Alaska werd tot beste speler van de competitie uitgeroepen. Marlou Aquino van Gordon's Gin was de meest waardevolle speler (MVP) van de finalewedstrijden.

### Eliminatieronden
| # | Team                          | W | V | %    | Tie |
| - | ----------------------------- | - | - | ---- | --- |
| 1 | Gordon's Gin Boars            | 6 | 4 | .600 |     |
| 2 | San Miguel Beermen            | 6 | 4 | .600 |     |
| 3 | Formula Shell Zoom Masters    | 6 | 4 | .600 |     |
| 4 | Sta. Lucia Realtors           | 6 | 4 | .600 |     |
| 5 | Alaska Milkmen                | 5 | 5 | .500 |     |
| 6 | Mobiline Cellulars            | 4 | 6 | .400 |     |
| 7 | Pop Cola Bottlers             | 4 | 6 | .400 |     |
| 8 | Purefoods Corned Beef Cowboys | 3 | 7 | .300 |     |
| 9 | Pop Cola 800s                 | 1 | 8 | .125 |     |

### Halve finale
| # | Team                       | Halve finales | Halve finales | Cumulatief | Cumulatief | Cumulatief | Cumulatief |
| # | Team                       | W             | V             | W          | V          | %          | Tie        |
| - | -------------------------- | ------------- | ------------- | ---------- | ---------- | ---------- | ---------- |
| 1 | Alaska Milkmen             | 6             | 2             | 11         | 7          | .611       |            |
| 2 | San Miguel Beermen         | 5             | 3             | 11         | 7          | .611       |            |
| 3 | Gordon's Gin Boars*        | 5             | 3             | 11         | 7          | .611       |            |
| 4 | Sta. Lucia Realtors        | 2             | 6             | 8          | 10         | .444       |            |
| 5 | Formula Shell Zoom Masters | 2             | 6             | 8          | 10         | .444       |            |

*: Een play-off wedstrijd op 24 augustus 1997 waarin de Gordon's Gin Boars de San Miguel Beermen met 106-100 versloegen bepaalde dat de Gordon's Gin Boars de 2e finalist werden

### Derde plek
| Team                | Uitslag |
| ------------------- | ------- |
| San Miguel Beermen  | 96      |
| Sta. Lucia Realtors | 95      |

### Finale
| Team               | 1  | 2   | 3  | 4   | 5  | 6   | Eindstand |
| ------------------ | -- | --- | -- | --- | -- | --- | --------- |
| Gordon's Gin Boars | 99 | 102 | 87 | 90  | 81 | 105 | 4         |
| Alaska Milkmen     | 89 | 96  | 86 | 108 | 86 | 79  | 2         |

## Governors Cup
De wedstrijden om de Governors Cup vonden plaats van 20 september tot en met 14 december 1997. In de finale werden de Purefoods Carne Norte Beefies met 4-1 verslagen door de Alaska Milkmen. Alvin Patrimonio van Purefoods werd tot beste speler van de competitie uitgeroepen. Johnny Abarrientos van Alaska werd tot meest waardevolle speler (MVP) van de finalewedstrijden uitgeroepen.

### Elimininatieronden
| # | Team                          | W | V  | %    | Tie |
| - | ----------------------------- | - | -- | ---- | --- |
| 1 | San Miguel Beermen            | 9 | 5  | .643 |     |
| 2 | Alaska Milkmen                | 9 | 5  | .643 |     |
| 3 | Sta. Lucia Realtors           | 9 | 5  | .643 |     |
| 4 | Purefoods Carne Norte Beefies | 8 | 6  | .571 |     |
| 5 | Mobiline Phone Pals           | 7 | 7  | .500 |     |
| 6 | Gordon's Gin Boars            | 7 | 7  | .500 |     |
| 7 | Pop Cola Fizzlers             | 5 | 9  | .357 |     |
| 8 | Formula Shell Zoom Masters    | 2 | 12 | .214 |     |

### Play-offs
|  | kwartfinale | kwartfinale            | kwartfinale |           |                     | halve finale (best of 5) | halve finale (best of 5) | halve finale (best of 5) |              |   | finale (best of 7) | finale (best of 7) | finale (best of 7) |
|  |             |                        |             |           |                     |                          |                          |                          |              |   |                    |                    |                    |
|  | 1           | San Miguel             |             |           |                     |                          |                          |                          |              |   |                    |                    |                    |
|  |             | direct naar 1/2 finale |             |           |                     |                          |                          |                          |              |   |                    |                    |                    |
|  |             | 1                      | San Miguel  | 2         |                     |                          |                          |                          |              |   |                    |                    |                    |
|  |             |                        |             | 2         |                     |                          |                          |                          |              |   |                    |                    |                    |
|  |             | 4                      | Purefoods   | 3         |                     |                          |                          |                          |              |   |                    |                    |                    |
|  | 4           | 4                      | Purefoods   | 3         | Purefoods           | 1                        |                          |                          |              |   |                    |                    |                    |
|  | 4           |                        |             |           | Purefoods           | 1                        |                          |                          |              |   |                    |                    |                    |
|  | 5           | Mobiline               | 0           |           |                     |                          |                          |                          |              |   |                    |                    |                    |
|  |             |                        |             |           |                     |                          |                          |                          |              |   | 2                  | Alaska             | 4                  |
|  |             |                        | 4           | Purefoods | 1                   |                          |                          |                          |              |   |                    |                    |                    |
|  | 2           | Alaska                 |             |           |                     |                          |                          |                          |              |   |                    |                    |                    |
|  |             | direct naar 1/2 finale |             |           |                     |                          |                          |                          |              |   |                    |                    |                    |
|  |             | 2                      | Alaska      | 3         |                     | Derde plaats             | Derde plaats             | Derde plaats             | Derde plaats |   |                    |                    |                    |
|  |             |                        |             | 3         |                     | Derde plaats             | Derde plaats             | Derde plaats             | Derde plaats |   |                    |                    |                    |
|  |             | 3                      | Sta. Lucia  | 0         |                     |                          |                          |                          |              |   |                    |                    |                    |
|  | 3           | 3                      | Sta. Lucia  | 0         | Sta. Lucia Realtors | 1                        |                          |                          |              |   |                    |                    |                    |
|  | 3           |                        |             |           |                     |                          |                          | 1                        | San Miguel   | 1 |                    |                    |                    |
|  | 6           | Gordon's Gin Boars     | 0           |           |                     |                          |                          | 1                        | San Miguel   | 1 |                    |                    |                    |
|  |             |                        |             |           |                     |                          | 3                        | Sta. Lucia               | 0            |   |                    |                    |                    |
|  |             |                        |             |           |                     |                          | 3                        | Sta. Lucia               | 0            |   |                    |                    |                    |

### Finale
| Team                          | 1  | 2  | 3  | 4  | 5  | Eindstand |
| ----------------------------- | -- | -- | -- | -- | -- | --------- |
| Alaska Milkmen                | 76 | 85 | 96 | 92 | 94 | 4         |
| Purefoods Carne Norte Beefies | 87 | 79 | 85 | 75 | 66 | 1         |

## Spelersstatistieken
De volgende spelers hadden over het hele seizoen gezien de beste statistieken:
| Categorie            | Speler              | Team         | Aantal |
| -------------------- | ------------------- | ------------ | ------ |
| Punten               | Nelson Asaytono     | San Miguel   | 1407   |
| Rebounds             | Noli Locsin         | Gordon's Gin | 497    |
| Assists              | Dindo Pumaren       | Purefoods    | 400    |
| Steals               | Johnny Abarrientos  | Alaska       | 133    |
| Blocks               | Marlou Aquino       | Gordon's Gin | 179    |
| Vrije worpen gemaakt | Alvin Patrimonio    | Purefoods    | 340    |
| Driepunters          | Sean Green (import) | Sta. Lucia   | 240    |
| Gespeelde minuten    | Marlou Aquino       | Purefoods    | 2870   |

## Individuele prijzen
Aan het einde van het seizoen werden de volgende individuele prijzen uitgedeeld:
- Meest waardevolle speler (MVP): Benjie Paras (Shell)
- Rookie van het jaar: Andy Seigle: (Mobiline)
- Meest verbeterde speler (Most Improved Player): Ferdinand Ravena (Purefoods)
- Defensieve speler van het jaar: Freddie Abuda  (San Miguel)
- Sportiviteitsprijs: Freddie Abuda (San Miguel)

Prijzen uitgedeeld door de Filipijnse pers:
- Coach van het jaar: Ron Jacobs (San Miguel)
- Mr. Quality Minutes: Paul Alvarez (San Miguel)
- Comeback speler van het jaar: Paul Alvarez (San Miguel)
- Scheidsrechter van het jaar: Ernie de Leon

## Uitverkiezing beste teams
Mythical First Team
- Johnny Abarrientos (Alaska)
- Vinze Hizon (Gordon's Gin)
- Marlou Aquino (Gordon's Gin)
- Alvin Patrimonio (Purefoods)
- Nelson Asaytono (San Miguel)

Mythical Second Team
- Dindo Pumaren (Purefoods)
- Ferdinand Ravena (Purefoods)
- Jerry Codiñera (Purefoods)
- Noli Locsin (Gordon's Gin)
- Zandro Limpot (Sta. Lucia)

All-Defensive Team
- Johnny Abarrientos (Alaska)
- Jeffrey Cariaso (Mobiline)
- Marlou Aquino (Gordon's Gin)
- Jerry Codiñera (Purefoods)
- Freddie Abuda (San Miguel)